# Evelyn Moriarty
Evelyn Moriarty (* 16. November 1926 in Chicopee, Massachusetts; † 20. Mai 2008 in Los Angeles, Kalifornien) war das bekannteste Lichtdouble der Filmschauspielerin Marilyn Monroe.

## Biografie
Evelyn Moriarty war seit Ende der 1940er Jahre in Hollywood als Komparsin tätig. Wegen ihrer krächzenden Stimme bekam sie kaum Rollenangebote. Demzufolge konnte sie sich nicht als Filmschauspielerin durchsetzen. Unter anderen ist sie kurz in den Filmen Ist das Leben nicht schön?, Der Todesreifen und Samson und Delilah zu sehen.
1960 wurde sie in den Filmstudios der 20th Century Fox von Marilyn Monroe entdeckt und arbeitete seitdem für sie als Lichtdouble. Die Zusammenarbeit mit Monroe bezog sich auf die Filme Machen wir’s in Liebe, Misfits – Nicht gesellschaftsfähig und den unvollendeten Film Something’s Got to Give. In allen drei Filmen ist Moriarty auch als Double zu sehen. Sie war mit der Schauspielerin auch kollegial befreundet.
Nach Marilyn Monroes Tod arbeitete sie weiterhin als Lichtdouble, hier hauptsächlich für die Schauspielerinnen Ann-Margret und Barbara Eden. Als Komparsin war sie zu dieser Zeit z. B. in einer Episode der Fernsehserie Perry Mason zu sehen.
In den 1990er Jahren beteiligte sie sich an mehreren Dokumentarfilmen über Monroe, beispielsweise Marilyn Monroe – Eine sterbliche Göttin (1996, aus der Reihe Biography), Marilyn Monroe: The Final Days (2001) und LEGENDEN Marilyn Monroe (ARD 2001).
Auf den Rollstuhl angewiesen verbrachte sie ihre letzten Lebensjahre in einem von Hollywoodstars gesponserten Altenpflegeheim in Los Angeles. Von Parkinson gezeichnet verstarb sie an einer Lungenentzündung. Ihr wahres Alter hatte sie nie angegeben, wurde sie danach gefragt, antwortete sie immer „ungefähr so alt wie Marilyn“.
Auf eigenen Wunsch hin wurde sie am 28. Mai 2008 wie einst Marilyn Monroe in den Corridor of Memories im Westwood Village Memorial Park Cemetery in Los Angeles beigesetzt.